# Érika Martínez Osorio
Erika Paulina Martínez Osorio (Santiago, 2 de abril de 1982) es una política chilena, militante del Frente Amplio e ingeniera civil . Entre 2021 y 2024 ejerció como alcaldesa de la comuna de San Miguel; entre 2012 y 2021, se desempeñó como concejal de la comuna de San Miguel.

## Biografía
Nació el 2 de abril de 1982, es hija de Juan Martínez y Erica Osorio, ambos estudiantes de la Universidad Técnica del Estado (UTE), actual Universidad de Santiago (USACH), donde ambos además fueron dirigentes estudiantiles.
Realizó sus estudios básicos y secundarios en el Colegio Corazón de María. Posteriormente ingresó a la Universidad de Santiago (USACH), donde se graduó como licenciada en física y además se tituló como ingeniería civil industrial en la Universidad Técnica Federico Santa María (UTFSM).
En el ámbito laboral, ha ejercido como administradora e investigadora externa en el Instituto de Ciencias Alejandro Lipzchultz (ICAL) y en la empresa de la que es propietaria su familia.
Fue presidenta durante 2022-2023 de la Desarrollo Sustentable y Medio Ambiente de la Asociación Chilena de Municipalidades y vicepresidenta durante 2023-2024

## Vida política
En 2002, ingresó a las Juventudes Comunistas de Chile (JJ.CC.), donde ejerció diversos cargos como encargada de relaciones internacionales, de finanzas y miembro del Comité Central.
En las elecciones municipales de 2004, postuló como candidata a la alcaldía de San Miguel por el pacto Juntos Podemos, donde obtuvo 2657 votos y un 6,22% de la votación total.
Nuevamente postula al municipio en las elecciones de 2008, pero esta vez como candidata a concejala por el renombrado pacto Juntos Podemos Más, donde obtuvo un 4,75% de la votación total y perdiendo por 35 votos, el cupo de concejal.
Finalmente en las elecciones 2012 es electa concejala por el pacto Por un Chile Justo, donde obtuvo 2069 votos y el 6,47% de la votación, siendo además la tercera mayoría a nivel comunal en la elección de concejales.
Obtuvo la reelección en las elecciones municipales de 2016, donde obtuvo la quinta mayoría a nivel comunal con 1001 votos y el 4,07% de la votación.
A finales de septiembre de 2018, anunció su renuncia al Partido Comunista tras 15 años de militancia. En 2019 iniciaría acercamientos con el Frente Amplio, se uniría la partido en formación Convergencia Social y posteriormente postularía a la alcaldía de San Miguel, obteniendo la primera posición y asumiendo el cargo en junio de 2021. 

## Gestión en su alcaldía

### Estadio La Montura
El mismo día que asumió su cargo y con una deuda histórica de 10 años por parte de las administraciones municipales anteriores, Erika Martínez puso en marcha la reposición del Estadio La Montura, que en 2017 comenzó sus obras y en 2020 quedó paralizado tras la quiebra de la empresa constructora a cargo, completo al 47%. El estadio fue siempre un anhelo para las y los vecinos de San Miguel. 
El pasado sábado 3 de febrero de 2024, se dio el reinicio oficial de las obras de construcción, actividad que contó con la presencia de la senadora Fabiola Campillai, el diputado Christian Moreira, las consejeras regionales Carolina Oteíza, Karina Ramos y Valeria Ponti, más los concejales Andrés Dibán, Carla Santana y Carlos Pérez. Sumado a dirigentes deportivos, vecinas y vecinos y representantes de instituciones ligadas al quehacer comunal, todos encabezados por la alcaldesa Erika Martínez y el Gobernador Regional, Claudio Orrego. 
Gracias a la alcaldesa y al respaldo del Gobernador Claudio Orrego, se logró refinanciar este proyecto en 2022, para posteriormente, el 2023, recibir el apoyo del pleno del Consejo Regional de Santiago y del Concejo Comunal de San Miguel.
El costo de la reposición del Estadio La Montura fue de $5.800 millones de pesos y se lo adjudicó la empresa UTP Ingeniería y Construcción MTV SPA – MTV Ingeniería y Construcciones Ltda. Esto incluye dos canchas con estándares y medidas oficiales, camarines para los equipos y los árbitros, graderías para el encuentro deportivo, una sede social para las y los vecinos de San Miguel y del sector, un anfiteatro, área de juegos familiares y niñeces, una multicancha para deportes como futbolito, basquetbol o voleibol, un circuito canino, una fuente de agua junto a una plaza y la explanada.Lo peor que en 4 años al final no se termino la obra 

### El deportes en San Miguel como foco de gestión
Durante su gestión, uno de los grandes focos fue el deporte. Los arreglos de plazas y adaptación para la realización deportiva; el apoyo constante a los diferentes equipos deportivos de la comuna, sobretodo el hockey patín y el patinaje, fueron un tema muy importante, debido a que lo practicó; empujó con fuerza el Estadio La Montura, un espacio deportivo para la comuna, cumpliendo un deseo histírico para las y los sanmiguelinos; y avanzó en el proyecto de realización de un nuevo recito deportivo en el sector de Plaza Atacama. Sumado a esto, abrió a la comunidad el Gimnasio Olímpico Municipal (GOM), para la práctica de varios deportes.
Durante su gestión se realizaron al menos dos o tres corridas por año, destacando las corridas aniversario de la comuna, donde cerca de 3000 vecinos y vecinas se tomaban las calles para celebrar a San Miguel. Además de corridas durante el mes de las mujeres en marzo, con números similares.
Se implementaron las Calles Abiertas Familiares (CAF), que buscan generar un plan de ciclovías que pueda interconectar los grandes parques de la Región Metropolitana a través de una colaboración entre CAF, otros circuitos y ciclovías de alto estándar. En San Miguel las CAF corren desde Isabel Riquelme (N) a lo Ovalle (S).
Los talleres deportivos volvieron a brillar en la comuna. Enfocó los esfuerzos municipales en el deporte y la inclusión. Con su arribo al municipio, se ofrecieron talleres deportivos de Básquetbol en Silla de Ruedas, Baile Entretenido, Yoga, Taichi, Gap, Pilates, Entrenamiento Funcional/Acondicionamiento Físico, Aerobox-Aeróbico, Defensa Personal (damas y varones), Defensa Personal para Mujeres, Futsal Femenino, Tenis Aficionados, Acondicionamiento Físico en Sala de Máquinas, Entrenamiento Funcional hasta Tenis de Mesa Aficionado, entre otros. Además, innovó con la implementación del taller de orientación técnica para la mantención y buen uso de la bicicleta. También Break Dance, el Kárate, Tae Kwon Do, Capoeira, Jiujitsu, Mini Tenis y Tenis, Patinaje Artístico, Básquetbol Formativo Infantiles y Juveniles, entre otros.

### Parque Urbano Habitable Ciudad del Niño
En los terrenos de la Ciudad del Niño se proyectó la construcción de 23 torres de departamentos, que tendrían más de 5 mil departamentos. Por una solicitud formal de vecinas y vecinos de San Miguel, la Dirección de Obras Municipal (DOM) de San Miguel resolvió invalidar los permisos de edificación del megaproyecto de 5.401 departamentos, repartidos en 23 torres, en los terrenos de la Ex Ciudad del Niño. 
"Hoy, después de un tiempo y arduo trabajo de la comunidad y el municipio, les podemos decir con fuerza que las 23 torres de Ciudad del Niño no serán construidas. Hoy el terreno de la Ciudad del Niño pertenece al Estado de Chile. Cumplimos nuestra palabra y la seguiremos cumpliendo"
Finalmente, el terreno fue adquirido por el Fisco para la construcción de unas 2 mil viviendas sociales. El proyecto, impulsado por la gestión de la alcaldesa Erika Martínez, el Ministerio de Vivienda y Urbanismo, el Servicio de Vivienda y Urbanización (SERVIU) y ParqueMet, beneficiará a toda la comuna de San Miguel a través de un nuevo parque urbano de 4,5 hectáreas que permitirá reducir el actual déficit de 1.3 m² de áreas verdes por habitante a 1.6 m² por habitante, considerando la población al 2024. 
Este espacio además estará equipado y con servicios asociados a los principales intereses y necesidades de la comunidad del territorio, como servicios municipales. Igualmente, estos se definirán a través del proceso participativo que se desarrollará durante el 2024. Por otra parte, dará solución habitacional a alrededor de 1.800 familias de San Miguel, a través de postulaciones a subsidios y compra directa.
Los espacios patrimoniales de Ciudad del Niño (“Murales de la Ex Escuela Rebeca Catalán Vargas” único Monumento Histórico de la comuna), se pondrán en valor con la participación de las organizaciones culturales del territorio. 

### Seguridad y Prevención Comunal
En la administración de la alcaldesa Erika Martínez, la inversión en temas de seguridad pasó de 70 millones de pesos en 2020, en la administración anterior a 1.296 millones de pesos en 2023, para implementar medidas de lucha progresiva.  
Una de ellas fue la adquisición de ocho nuevos vehículos. La nueva flota está compuesta por dos camionetas Nissan Navara y 6 Suv Nissan Kicks con una inversión municipal que bordea los 172 millones de pesos. Además de la contratación de nuevos funcionarios para la prevención comunal y la implementación de la patrulla VIF, que trabaja contra la violencia intrafamiliar en San Miguel. Durante 2023, se realizaron 5.724 inspecciones y fiscalizaciones en vía pública. 
Con la creación del OS-14, en enero de 2023, instancia que coordina la seguridad con los municipios lo que viene a potenciar el trabajo en los territorios, se implementó, junto a Carabineros de Chile, el patrullaje mixto, que contempla en uno de los vehículos municipales de prevención comunal, un patrullero de San Miguel y un uniformado. 
Igualmente, en coordinación con Carabineros, se despejó el espacio público de San Miguel, con el Plan Comercio Ambulante Cero, que logró empadronar a los vendedores de la comuna; el Retiro de carros de comida irregulares, sin patente y que no poseen resolución sanitaria para funcionar, uno de los grandes anhelos de las y los vecinos de la comuna; además del retiro constante de rucos de la vía pública. 
Durante su gestión, en 2023, se lanzó el Plan ¡San Miguel se ilumina!, entregando e instalando 800 luminarias y el proyecto en ejecución o aprobado de más de 1800 luminarias más, donde las y los vecinos, de manera participativa, han solicitado al municipio. 
Se lanzó el Programa de Mediación Comunitaria. Esta iniciativa trabaja como un mecanismo alternativo de resolución de conflictos en base al trabajo de un mediador o mediadora que facilita la comunicación entre las partes involucradas. Entre los temas que generalmente se abordan en este programa, institucionalizado por la alcaldesa están: ruidos molestos, tenencia responsable de mascotas, copropiedad, construcciones irregulares y deslindes, entre otros. 
Durante su gestión se lanzó en la comuna el Programa de Observatorios de Seguridad Ciudadana, iniciativa que busca generar políticas preventivas en contra de la delincuencia. El programa, creado por el Gobierno Regional Metropolitano (GORE), con la participación de la Fiscalía Metropolitana Sur, la Fundación Paz Ciudadana y otros 12 municipios de la zona sur de Santiago. Las comunas que adscribieron este programa regional fueron El Bosque, La Cisterna, La Granja, La Pintana, Lo Espejo, Pedro Aguirre Cerda, Puente Alto, San Joaquín, San Ramón, Pirque, San José de Maipo y San Miguel. 

### SAR San Miguel abierto las 24 horas
El Servicio de Atención Primaria de Urgencia de Alta Resolutividad (SAR) de San Miguel, ubicado en Llico #567, abrió sus puertas el 16 de diciembre del 2020 en marcha blanca y se inauguró en enero del año 2021 funcionando entre las 17:00 y 8:00 h. Con la llegada de la alcaldesa Erika Martínez Osorio este horario se extiende a las 24 horas del día y los 7 días de la semana, brindando una real resolutividad a las vecinas y vecinos de San Miguel, en casos de leve y mediana complejidad.  "El SAR está preparado para entregar la primera atención de urgencia a las vecinas y los vecinos, de manera adecuada y oportuna, con todas las condiciones necesarias y con un mejor acceso en comparación al Hospital Barros Luco" 
El dispositivo de urgencia posee moderna tecnología médica, para la realización de exámenes radiológicos, sala de reanimación con equipos para monitorización continúa, red de oxígeno y aire medicinal integrado, entre otras. En el SAR San Miguel se prioriza la atención de los usuarios según su gravedad, a través del modelo de categorización denominado índice de severidad de emergencia (ESI). 
El Servicio de Atención Primaria de Urgencia de Alta Resolutividad (SAR) San Miguel, dispone de diversas prestaciones inmediatas, incorporando además la telemedicina y unidades de apoyo de diagnóstico, como imágenes y pruebas rápidas de laboratorio, incluyendo la toma de PCR.
A diferencia del antiguo SAPU Recreo, el SAR responde de manera integral a la demanda de atención de salud de la comunidad, además de tener una jornada de atención más extensa, lo que permite cubrir la necesidad urgente de los vecinos a diferentes horarios, evitando que acudan a un centro hospitalario, que suele tener mayor afluencia. 
Si bien la red de salud primaria está pensada en las personas pertenecientes a Fonasa, las vecinas y los vecinos afiliados a una Isapre, Dipreca y Capredena, y que enfrenten una urgencia, pueden acceder a la atención médica en el SAR, considerando un costo asociado a esta prestación.  

### Nueva avenida Salvador Allende (ex Salesianos)
Durante la gestión de la alcaldesa, con el apoyo de vecinas y vecinos, agrupados en el Consejo de la Sociedad Civil (COSOC) y la aprobación casi unánime del Concejo Municipal , San Miguel se unió a la conmemoración de los 50 años del golpe cívico-militar; y para darle continuidad a la calle en su paso por las comunas de Pedro Aguirre Cerda, San Miguel y San Joaquín, modificando el nombre de la calle de Salesianos a Salvador Allende.  
“Estamos sumamente felices, nuestro Concejo Municipal hizo un acto de justicia y aprobó el cambio de nombre de la calle Salesianos a Salvador Allende, luego de la opinión de la mayoría del Consejo Comunal de la Sociedad Civil”, dijo la alcaldesa luego de ratificar este cambio. 
Luego del concejo municipal, el día 9 de septiembre, a dos días de la conmemoración de los 50 años de la dictadura cívico-militar, el Municipio organizó un hito de cambio de nombre de la calle e indicó: “¡Es oficial! Avenida Salvador Allende ya es parte de San Miguel”.

### Nuevas estaciones de Metro para San Miguel
Tras una serie de reuniones y solicitudes al gobierno, previo a la presentación de las nuevas estaciones de la Línea 9 del metro de Santiago, las gestiones de la alcaldesa tuvieron éxito y logró que en alcalde Pedro Alarcón, por Avenida Santa Rosa, una nueva estación del metro se construyera, sumándose a las presentadas por el presidente de la República, Gabriel Boric, en un hito en la comuna de Puente Alto, junto a vecinos, vecinas y autoridades.  
Así, la estación en alcalde Pedro Alarcón se sumará a las de Avenida Salvador Allende, Avenida Departamental y Avenida Lo Ovalle, para ayudar directamente a quienes, hasta el día de hoy, deben ocupar otro tipo de transporte para desplazarse a sus lugares de trabajo o acceder a educación, salud u otros servicios.
La llegada de estas cuatro estaciones en el eje Santa Rosa, permitirán aumentar la seguridad en sectores cercanos al Metro, respondiendo así a una de las principales solicitudes de la comunidad.
La Línea 9 del metro tendrá una longuitud de 27 kilómetros y beneficiará a más de dos millones de habitantes de la zona sur de la Región Metropolitana. En cuanto al tiempo de viaje, con la nueva línea será de 35 minutos de extremo a extremo, lo que implica una reducción del 28% respecto del tiempo de viaje actual, que es de cerca de 50 minutos, contará con 19 estaciones y beneficiará a las comunas de Recoleta, Santiago, San Miguel, San Joaquín, La Granja, San Ramón, La Pintana, Puente Alto. 

## Historial electoral

### Elecciones municipales de 2004
- Elecciones municipales de 2004, para la alcaldía de San Miguel [30]

| Candidato                | Pacto                           | Partido | Votos  | %     | Resultado |
| ------------------------ | ------------------------------- | ------- | ------ | ----- | --------- |
| Julio Palestro Velásquez | Concertación por la Democracia  | PS      | 18 017 | 42,20 | Alcalde   |
| Eduardo Ramírez Cruz     | Alianza                         | UDI     | 17 190 | 40,26 |           |
| Héctor Mardones Sánchez  | Independientes (Fuera de Pacto) | Ind.    | 4835   | 11,32 |           |
| Erika Martínez Osorio    | Juntos Podemos                  | ILA     | 2657   | 6,22  |           |

### Elecciones municipales de 2008
- Elecciones municipales de 2008, para el concejo municipal de San Miguel [31]

(Se consideran solamente a los candidatos con sobre el 3% de votos y candidatos electos como concejales de un total de 27 candidatos)
| Candidato                   | Pacto                    | Partido | Votos | %     | Resultado |
| --------------------------- | ------------------------ | ------- | ----- | ----- | --------- |
| Francia Palestro Contreras  | Concertación Democrática | PS      | 5628  | 13,91 | Concejala |
| Rodrigo Barrientos Nunes    | Alianza                  | RN      | 4907  | 12,13 | Concejal  |
| Rodrigo González Cerón      | Alianza                  | UDI     | 4387  | 10,84 | Concejal  |
| Luis Sanhueza Bravo         | Alianza                  | RN      | 2838  | 7,01  | Concejal  |
| Patricia Núñez Mañán        | Concertación Democrática | PDC     | 2814  | 6,96  |           |
| Carlos García Ponce         | Concertación Democrática | PS      | 1957  | 4,84  | Concejal  |
| Erika Martínez Osorio       | Juntos Podemos Más       | PCCh    | 1922  | 4,75  |           |
| María Cristina Teixido Oliú | Alianza                  | UDI     | 1897  | 4,69  |           |
| Viviana Matus Rodríguez     | Alianza                  | UDI     | 1850  | 4,57  |           |
| Adolfo Nef Sanhueza         | Concertación Progresista | ILF     | 1761  | 4,35  | Concejal  |
| Gloria Arancibia Farías     | Concertación Progresista | PPD     | 1281  | 3,17  |           |
| Ernesto Balcázar Gamboa     | Concertación Democrática | PS      | 1219  | 3,01  |           |

### Elecciones municipales de 2012
- Elecciones municipales de 2012, para el concejo municipal de San Miguel [32]

(Se consideran solamente a los candidatos con sobre el 2% de votos y candidatos electos como concejales de un total de 39 candidatos)
| Candidato                  | Pacto                    | Partido | Votos | %     | Resultado |
| -------------------------- | ------------------------ | ------- | ----- | ----- | --------- |
| Francia Palestro Contreras | Concertación Democrática | PS      | 6458  | 20,20 | Concejala |
| Luis Sanhueza Bravo        | Coalición                | RN      | 2557  | 7,99  | Concejal  |
| Erika Martínez Osorio      | Por un Chile justo       | PCCh    | 2069  | 6,47  | Concejala |
| Carolina Onofri Salinas    | Coalición                | RN      | 1907  | 5,96  | Concejala |
| David Navarro Carachi      | Por un Chile justo       | PRSD    | 1589  | 4,97  | Concejal  |
| Adolfo Nef Sanhueza        | Por un Chile justo       | PRSD    | 1413  | 4,41  |           |
| Felipe Von Unger Valdés    | Coalición                | UDI     | 1335  | 4,17  | Concejal  |
| Rodrigo Iturra Becerra     | Concertación Democrática | PDC     | 1263  | 3,95  | Concejal  |
| Emilio Kúsar Gómez         | Por un Chile justo       | PCCh    | 1215  | 3,80  |           |
| Cristóbal Saavedra Alarcón | Coalición                | RN      | 1205  | 3,76  |           |
| Vidiana Aguirre Molina     | Coalición                | UDI     | 922   | 2,88  | Concejala |
| Norma Cabezas Torres       | Concertación Democrática | PDC     | 836   | 2,61  |           |
| Betzabé Moya Cabello       | Por un Chile justo       | PCCh    | 825   | 2,58  |           |
| Matías Freire Vallejos     | Mas Humanos              | PH      | 782   | 2,44  |           |
| Maximiliano Mellado Silva  | Coalición                | RN      | 780   | 2,43  |           |
| Ernesto Balcázar Gamboa    | Concertación Democrática | PS      | 765   | 2,39  | Concejal  |
| Juan Carlos González Más   | Coalición                | UDI     | 673   | 2,10  |           |

### Elecciones municipales de 2016
- Elecciones municipales de 2016, para el concejo municipal de San Miguel [33]

(Se consideran solamente a los candidatos con sobre el 2% de votos y candidatos electos como concejales de un total de 56)
| Candidato                   | Pacto                    | Partido | Votos | %     | Resultado |
| --------------------------- | ------------------------ | ------- | ----- | ----- | --------- |
| Francia Palestro Contreras  | Nueva Mayoría para Chile | PS      | 2670  | 10,87 | Concejala |
| Carolina Onofri Salinas     | Chile Vamos              | RN      | 2292  | 9,33  | Concejala |
| David Navarro Carachi       | Con la Fuerza del Futuro | PRSD    | 1762  | 7,17  | Concejal  |
| Matías Freire Vallejos      | Cambiemos la Historia    | ILK     | 1363  | 5,55  | Concejal  |
| Erika Martínez Osorio       | Nueva Mayoría por Chile  | PCCh    | 996   | 4,05  | Concejala |
| Rodrigo Iturra Becerra      | Nueva Mayoría para Chile | PDC     | 929   | 3,78  | Concejal  |
| Francisco Salinas Quinteros | Chile Vamos              | RN      | 884   | 3,60  | Concejal  |
| Rebeca Gaete Santelices     | Nueva Mayoría por Chile  | PCCh    | 871   | 3,54  |           |
| Rodrigo Moreno Celis        | Cambiemos la Historia    | RD      | 857   | 3,49  |           |
| Felipe Valdovinos Rodríguez | Chile Vamos              | UDI     | 828   | 3,37  |           |
| Virginia Salvo Herrera      | Cambiemos la Historia    | RD      | 826   | 3,36  |           |
| Patricia Hernández Cortés   | Chile Vamos              | RN      | 666   | 2,71  | Concejala |
| Ernesto Balcázar Gamboa     | Nueva Mayoría para Chile | PS      | 605   | 2,46  | Concejal  |

### Primarias municipales de 2020
- Elecciones primarias municipales del Frente Amplio de 2020, para la alcaldía de San Miguel[34]

| Candidato              | Partido | Votos | %      | Resultado |
| ---------------------- | ------- | ----- | ------ | --------- |
| Erika Martínez Osorio  | Ind.    | 1300  | 57,78% | Nominada  |
| Andrés Dibán Dinamarca | RD      | 950   | 42,22% |           |

### Elecciones municipales de 2021
- Elecciones municipales de 2021, para la alcaldía de San Miguel.

| Candidato                  | Pacto                 | Partido | Votos  | %      | Resultado |
| -------------------------- | --------------------- | ------- | ------ | ------ | --------- |
| Erika Martínez Osorio      | Frente Amplio         | Ind.    | 11 766 | 25,48% | Alcaldesa |
| Matías Freire Vallejos     | Independiente         | Ind.    | 10 927 | 22,93% |           |
| Luis Sanhueza Bravo        | Chile Vamos           | RN      | 9304   | 20,15% |           |
| David Navarro Carachi      | Unidad por el Apruebo | PR      | 6194   | 13,41% |           |
| Danilo Panes Álvarez       | Independiente         | Ind.    | 4518   | 9,78%  |           |
| Cristián Arévalo Ruz       | Independiente         | Ind.    | 1749   | 3,79%  |           |
| Leonel Jaramillo Coumerme  | Dignidad Ahora        | PH      | 1419   | 3,07%  |           |
| Francisco Herrera Riquelme | Independiente         | Ind.    | 1097   | 2,38%  |           |